# 크레프
크레프(프랑스어: crêpe)는 프랑스의 얇은 팬케이크이다. 곡물가루와 달걀, 우유를 섞어서 팽창제 없이 얇게 부쳐 만들며, 보통 둥근 모양이다. 따뜻하거나 차게, 달콤하거나 짭조름하게 먹을 수 있으며, 보통 후식이나 간식으로 먹는다. 프랑스의 국민 음식 가운데 하나이기도 하다.

## 이름
프랑스어 "크레프(crêpe)"의 어원은 고대 프랑스어 "크레스퍼(crespe)"이며, 이는 "쪼글쪼글한, 곱슬곱슬한, 돌돌 말린"이라는 뜻의 라틴어 "크리스푸스(crispus)"에서 기원했다.

## 역사
크레프는 프랑스 북서부의 브르타뉴 지역에서 유래하였는데, 그 지방 사람들의 먹거리가 프랑스 각지로 퍼져나갔다. 크레프가 브르타뉴 지역에서 유래된 이유는 척박한 땅 때문에, 빵을 구울 만큼 밀이 충분히 자라지 않았기 때문이다.

## 만들기
달콤한 크레프는 주로 밀가루로, 짭조름한 크레프(갈레트)는 메밀가루로 만든다. 밀가루에 달걀과 우유를 넣어 만든 반죽물을 뜨겁게 달궈진 크레프 팬이나 크레프기에 얇게 부어 만드는데, 크레프 밀대로 밀기도 한다. 최소한 한번은 뒤집어서 양쪽이 골고루 잘 익도록 하며, 중간중간 팬에 버터나 기름을 바르기도 한다.
달콤한 크레프의 경우에는 초콜릿 스프레드나 잼 등 스프레드, 메이플 시럽 등의 시럽, 크림, 커스터드, 과일, 견과류 등을 곁들인다. 짭조름하게 먹을 경우에 치즈, 햄, 달걀, 라타투유, 버섯, 아티초크, 여러 가지 고기나 육가공품 등을 곁들인다.
오렌지나 탄제린 즙과 제스트, 그랑 마니에르(또는 트리플 섹이나 퀴라소) 등 귤열매 리큐어를 넣어 만든 뵈르 쉬제트를 곁들인 것은 "크레프 쉬제트"라 불리며, 크레프를 겹겹이 쌓고 사이에 크림 등을 발라 만든 케이크는 "밀 크레프"라 불린다.

## 문화
프랑스에서 크레프는 전통적으로 2월 2일 성촉절에 먹는다. 성촉절에 원래 동정녀 마리아의 축복의 날이었지만, ‘크레프의 날’로서 알려지게 되었는데, 크레프를 함께 제공하는 전통에서 나온 것이다. 만약 프라이팬에서 크레이프를 공중에 왼손으로 던진 후, 오른손에 금조각을 잡고 있을 때, 크레프를 잡으면 그 다음 해에 부자가 된다는 속설이 있다.

## 기타
보디빌더들 가운데 가장 흔하게 사용되는 조리법은 "보디빌더를 위한 크레프"로 부르며, 전통적으로 유장 단백질 가루로 달걀 흰자와 코티지 치즈, 귀리, 땅콩버터 등 다른 인기있는 재료로 만든다. 이 크레프는 일반 크레프와 같은 방법으로 만들지만, 때로는 더 빨리 요리가 될 수 있다.
2007년 2월, 미국 플로리다주의 탈라하시에 ‘마리나라’는 식당에서 소피아 로마노프스키라는 사람이 지름 7피트로 세상에서 가장 큰 크레프를 만들어 먹었다.

## 사진

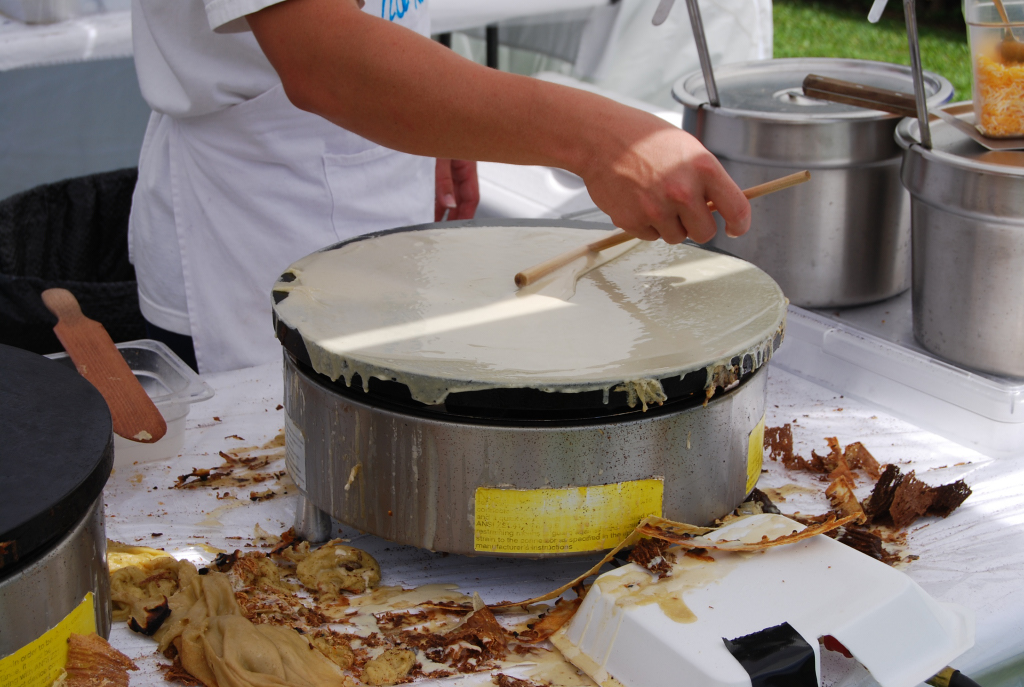
크레프기로 크레프를 만드는 모습
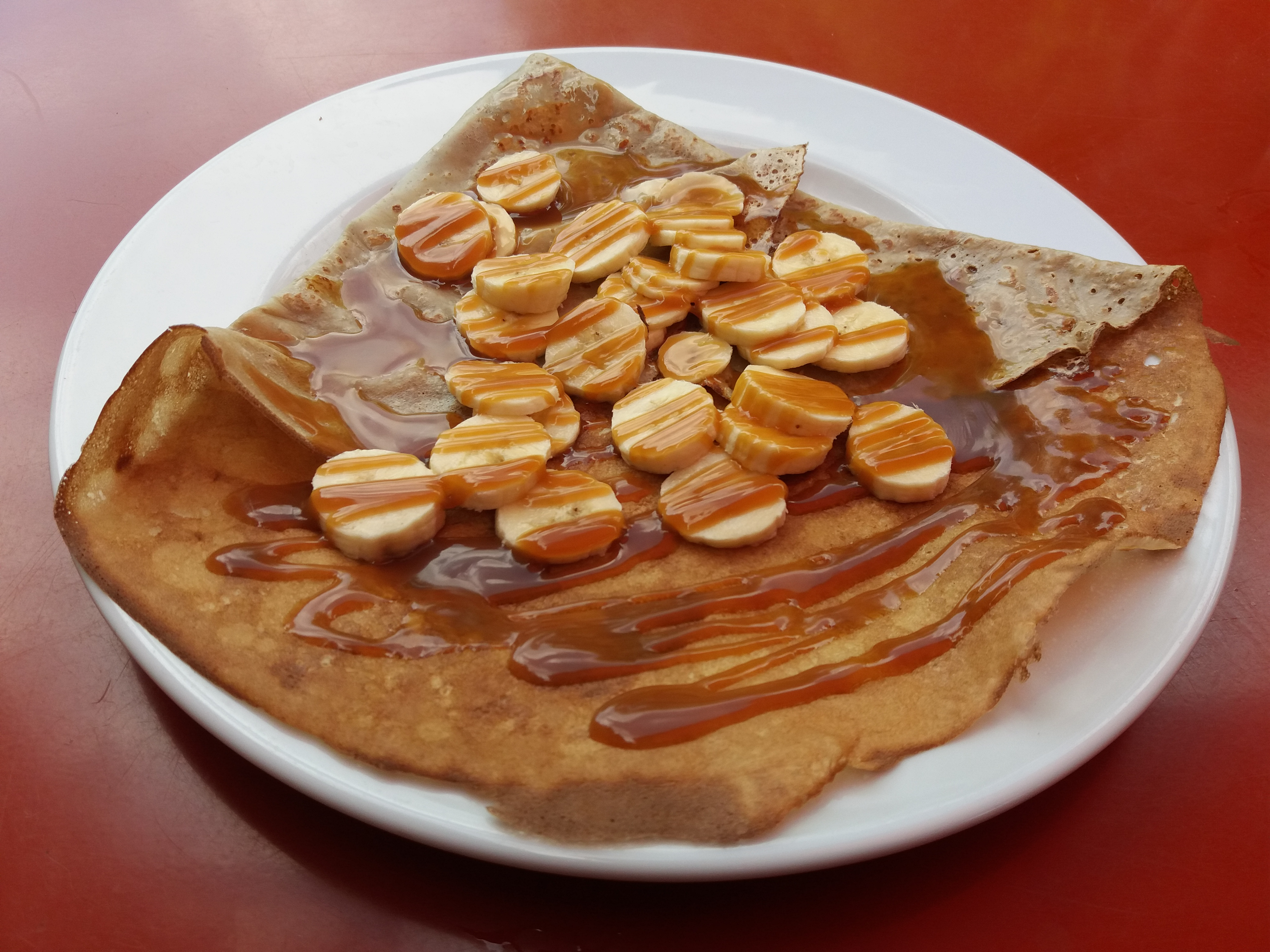
바나나와 캐러멜을 토핑한 크레프 브레톤
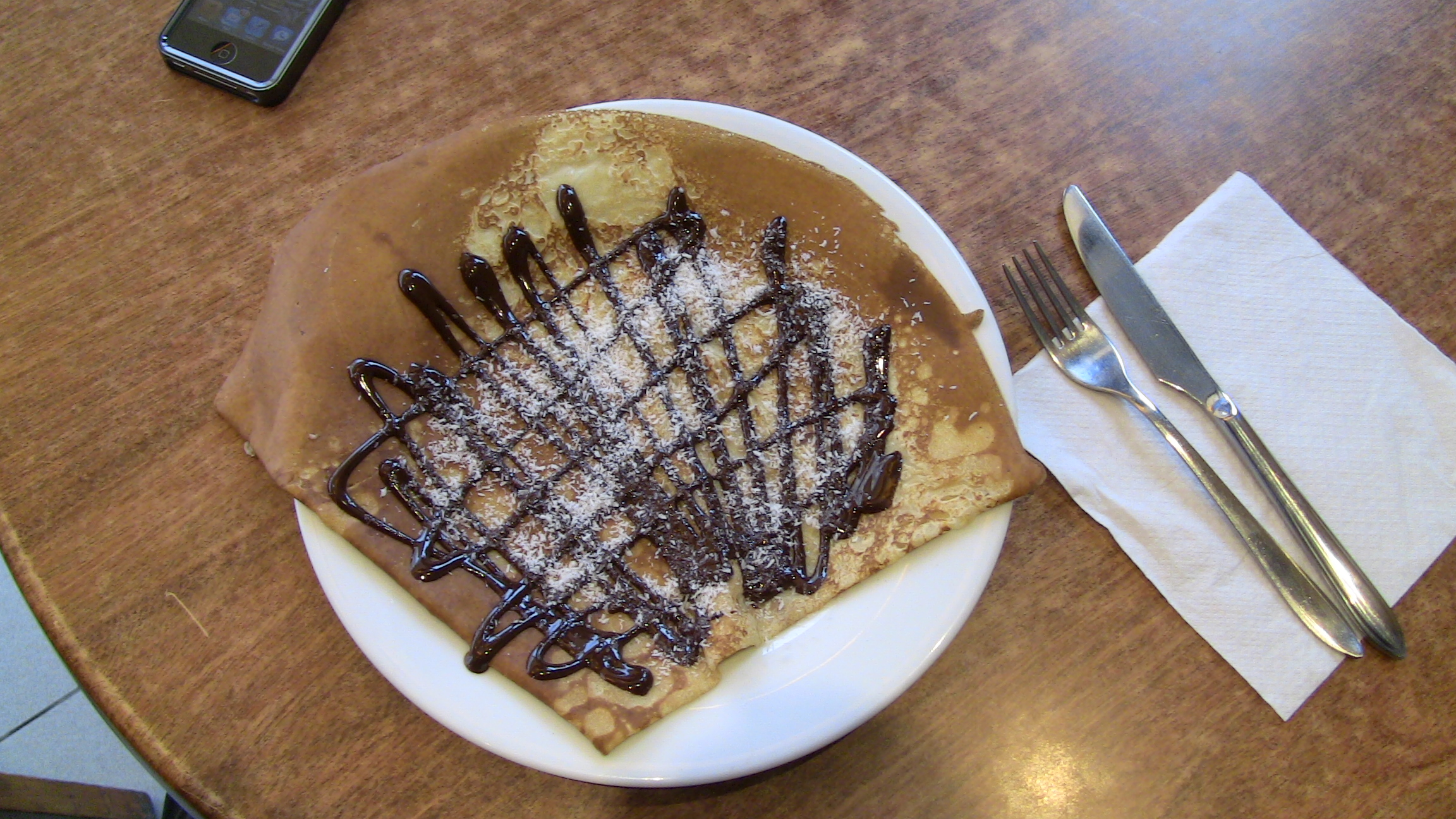
초콜릿 시럽과 코코넛 플레이크를 토핑한 크레프
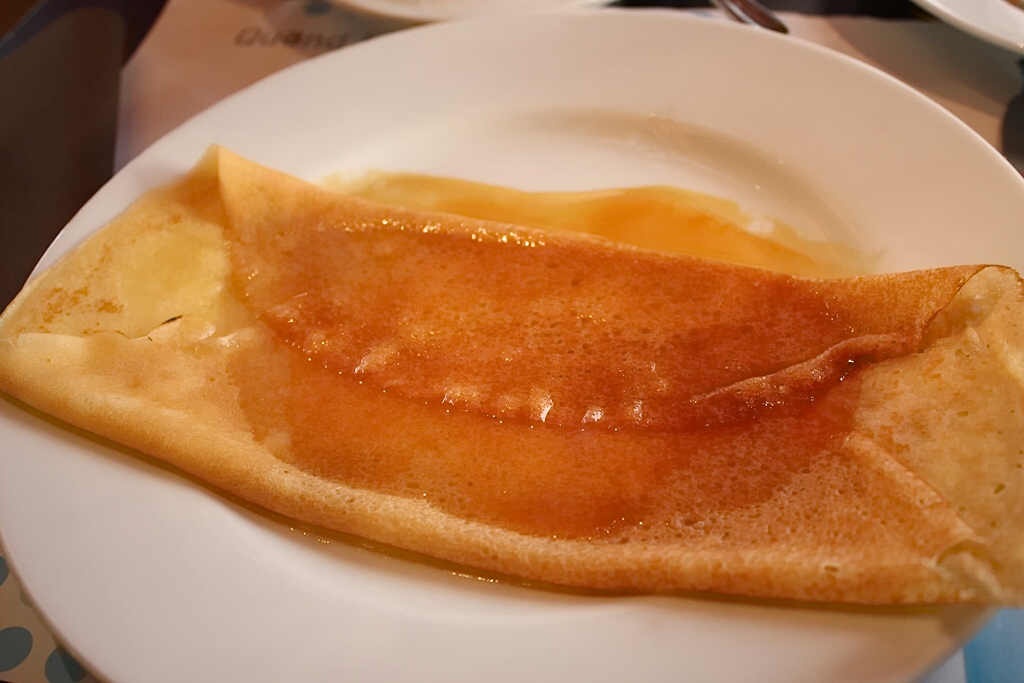
크레프 쉬제트
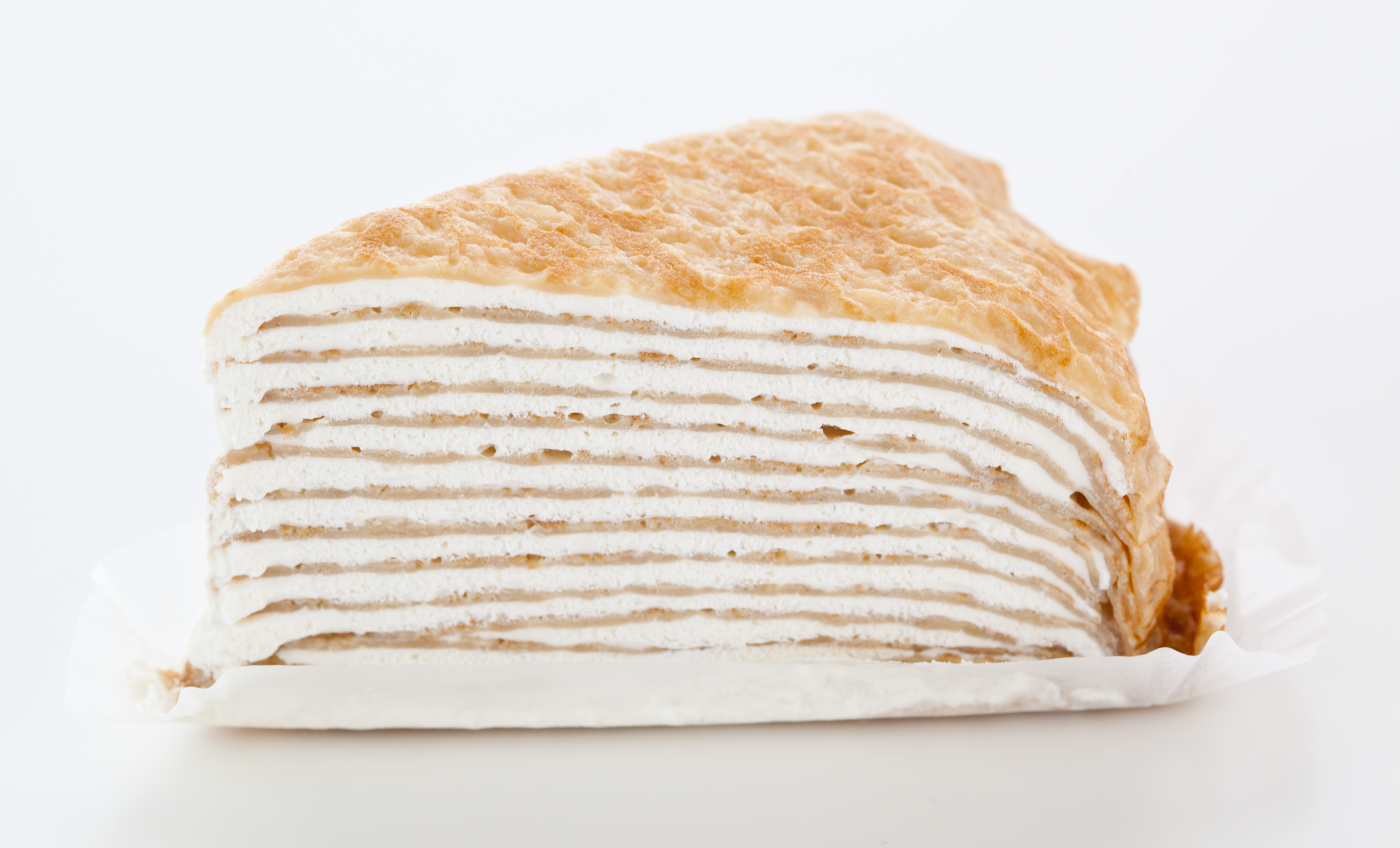
밀 크레프

## 같이 보기
- 갈레트
- 도사
- 말라와흐
- 블리니
- 은저라
- 젠빙
- 팔라친카
- 필료아